# Styrkår Oddason
Styrkår Oddason (Styrkárr Oddason) är en av de cirka 70 namngivna skalder som Snorre Sturlasson citerar i Skáldskaparmál. Styrkår är här företrädd med en halvstrof på drottkvätt i avsnittet om skeppskenningar, vilket följer omedelbart efter en utförlig redogörelse för den mytiska Hjadningastriden (Hjaðningavíg).
| Ok ept ítrum støkkvi ók Hǫgna lið vǫgnum hlunns á Heiða fannir hyrjar flóðs af móði. Skáldskaparmál (51). | Och Högnes manskap åkte vredgade med syllens vagnar [skeppen] på Heides drivor [vågorna] efter flodbrandens [guldets] strålande fördrivare [hövdingen]. |  |

Det som här skildras tycks vara upptakten till just detta Hjaðningavíg: Kung Högne (Hǫgni) ger sig i vrede ut på havet efter kvinnorövaren Hedin (Heðinn). De kommer snart att vara låsta i en evig kamp som varar till tidens ände. Just den dikt som denna halvstrof kommer från är dock förlorad, och inget annat av Styrkårs verk finns heller bevarat.
Ingen vet i dag vem Styrkår Oddason var. Finnur Jónsson trodde att han förmodligen var identisk med den kände Styrkår Oddason som var Islands lagsagoman (alltingspresident) åren 1171 – 1180, och som dog 1181.
Numera anses det dock som mera troligt att skalden Styrkår levde på 1000-talet.